# آتم ریسر
آتم ریسر (انگلیسی: Autumn Reeser؛ زادهٔ ۲۱ سپتامبر ۱۹۸۰) یک هنرپیشه اهل ایالات متحده آمریکا است. وی از سال ۲۰۰۱ میلادی تاکنون مشغول فعالیت بوده‌است.

## گزیدهٔ آثار

### سینما
- بازار آمریکایی (۲۰۰۸)
- کاملاً مال خودمان (۲۰۰۵)
- دختر همسایه (۲۰۰۴)
- همه را بکش ( فیلم۲۰۱۷)

### تلویزیون
- هارت آو دیکسی (۲۰۱۵)
- هدف انسانی (۲۰۱۳–۲۰۱۱)
- دارودسته (۲۰۱۰–۲۰۰۹)
- فیلادلفیا همیشه آفتابی است (۲۰۰۵)
- سی‌اس‌آی (۲۰۰۳)